# Правенці
Пра́венці (болг. Правенци) — село в Шуменській області Болгарії. Входить до складу общини Новий Пазар.

## Населення
За даними перепису населення 2011 року у селі проживали 237 осіб.
Національний склад населення села:
| Національність   | Кількість осіб | Відсоток |
| ---------------- | -------------- | -------- |
| турки            | 186            | 83,0%    |
| болгари          | 38             | 17,0%    |
| інша             | 0              | 0%       |
| не визначились   | 0              | 0%       |
| Всього відповіли | 224            |          |

Розподіл населення за віком у 2011 році:
Динаміка населення: